# Antonio D'Alfonso
Pour les articles homonymes, voir D'Alfonso.
 (mai 2016).
Si vous disposez d'ouvrages ou d'articles de référence ou si vous connaissez des sites web de qualité traitant du thème abordé ici, merci de compléter l'article en donnant les références utiles à sa vérifiabilité et en les liant à la section « Notes et références ».
Antonio D'Alfonso, né le 6 août 1953, est un poète, essayiste, éditeur, traducteur et cinéaste indépendant canadien.

## Biographie
Né à Montréal le 6 août 1953 de parents d'origine italienne, Antonio D'Alfonso fait des études en cinéma à l'Université Concordia, à l'Université de Montréal ainsi qu'à l'Université de Toronto,.   
En 2012, il obtient un doctorat en études italiennes (cinéma) de l'Université de Toronto. Sa thèse porte sur Mouchette, un film de Robert Bresson. 
En 1978, il fonde les Éditions Guernica. Il est également l'un des fondateurs de la revue Vice Versa. Ayant vécu à Mexico et à Rome, il habite à Toronto depuis 1992. 
Auteur d'une trentaine de livres, il écrit essentiellement de la poésie, des romans et des essais. Étant trilingue (français, anglais, italien), D'Alfonso traduit plusieurs poètes québécois dont Louise Dupré, Paul Bélanger, José Acquelin, Martine Audet, Paul Chamberland et Robert Giroux. 
La question de l'identité est au centre de sa démarche artistique. En poésie, il publie plusieurs titres dont L'Autre rivage (VLB éditeur, 1987, Noroît, 1999), L'apostrophe qui me scinde (Noroît, 1998), Comment ça se passe (Noroît, 2001) ainsi qu'Un ami, un nuage (Noroît, 2013),,. 
Comme romancier, D'Alfonso fait paraître Avril, ou, L'anti-passion (VLB éditeur, 1990), Un vendredi du mois d'août (Leméac, 2004) ainsi que L'aimé (Leméac, 2007),,,,,.
Il publie également des essais dont En italiques. Réflexions sur l’ethnicité (Éditions L’Interligne, 2005),.
Au cinéma, il tourne des longs métrages dont Bruco (2005) et My trip to Oaxaca (2005).
En 2016, Antonio D'Alfonso reçoit un doctorat honorifique de l'Université Athabasca en Alberta pour sa contribution culturelle au Canada. 

## Œuvres

### Poésie
- Queror, Montréal, Guernica Editions, 1979, 71 p.  (ISBN 2891350006)
- Black tongue, Montréal, Guernica Editions, 1983, 77 p.  (ISBN 0919349072)
- The Other shore, Montréal, Guernica Editions, 1986, 158 p.  (ISBN 0919349668)
- L'Autre rivage, Montréal, VLB éditeur, 1987, 180 p.  (ISBN 2890052486)
- Julia, Montréal, Éditions du Silence, 1992, 15 p.  (ISBN 2-920180-25-8)
- Panick love, Montréal, Guernica Editions, 1992, 51 p.  (ISBN 0920717632)
- L'apostrophe qui me scinde, Montréal, Éditions du Noroît, 1998, 75 p.  (ISBN 2-89018-398-X)
- L'Autre rivage, Montréal, Éditions du Noroît, 1999, 119 p.  (ISBN 2-89018-438-2)
- Comment ça se passe, Montréal, Éditions du Noroît, 2001, 81 p.  (ISBN 2-89018-465-X)
- Getting on with politics, Toronto, Exile Editions, 2002, 77 p.  (ISBN 155096576X)
- Gambling with failure, Toronto, Exile Editions, 2005, 290 p.  (ISBN 1-55096-656-1)
- Un homme de trop, Montréal, Éditions du Noroît, 2005, 121 p.  (ISBN 2-89018-551-6)
- Un ami, un nuage, Montréal, Éditions du Noroît, 2013, 125 p.  (ISBN 9782890188020)
- The irrelevant man, Toronto, Buffalo, Lancaster, Guernica Editions, 2014, 136 p.  (ISBN 9781550718409)

### Romans
- Avril, ou, L'anti-passion, Montréal, VLB éditeur, 1990, 198 p.  (ISBN 2890054055)

- Fabrizio's passion, Toronto, Guernica Editions, 1995, 235 p.  (ISBN 1-55071-023-0)
- Un vendredi du mois d'août, Montréal, Leméac, 2004, 114 p.  (ISBN 2-7609-3261-3)
- L'aimé, Montréal, Leméac, 2007, 168 p.  (ISBN 978-2-7609-3296-8)

### Essais
- In italics : in defense of ethnicity, Toronto, Guernica Editions, 1996, 265 p.  (ISBN 1-55071-016-8)
- Duologue : on culture and identity, Antonio D'Alfonso and Pasquale Verdicchio, Toronto, Guernica Editions, 1998, 119 p.  (ISBN 1-55071-072-9)
- En italiques : réflexions sur l'ethnicité, Montréal, Éditions Balsac, 2000, 114 p.  (ISBN 2-921468-21-2)

### Traductions
- Le paysage qui bouge, de Pasquale Verdicchio, traduction de l'anglais par Antonio D'Alfonso, Montréal, Éditions du Noroît, 2000, 91 p.  (ISBN 2-89018-435-8)
- On order and things, de Stefan Psenak, traduction par Antonio D'Alfonso, Toronto, Guernica Edition, 2003, 57 p.  (ISBN 1-55071-155-5)
- Dreaming our space, de Marguerite Andersen, traduction par Antonio D'Alfonso, Toronto, Guernica Edition, 2003, 74 p.  (ISBN 1-55071-152-0)
- The films of Jacques Tati, de Michel Chion, traduction par Antonio D'Alfonso, Toronto, Guernica Edition, 2003, 161 p.  (ISBN 155071175X)
- The blueness of light : selected poems, 1988-2002, de Louise Dupré, traduction par Antonio D'Alfonso, Toronto, Guernica Edition, 2005, 71 p.  (ISBN 1-55071-203-9)
- The world forgotten : selected poems, de Paul Bélanger, traduction par Antonio D'Alfonso, Toronto, Guernica Edition, 2006, 74 p.  (ISBN 978-1-55071-235-3)
- The last woman : selected poems, 1991-2002, de Claudine Bertrand, traduction par Antonio D'Alfonso, Toronto, Guernica Edition, 2008, 72 p.  (ISBN 978-1-55071-236-0)
- The man who delivers clouds : selected poems, de José Acquelin, traduction par Antonio D'Alfonso, Toronto, Guernica Edition, 2010, 59 p.  (ISBN 978-1-55071-317-6)
- Twohundredandfourpoems, de Roger Des Roches, traduction par Antonio D'Alfonso, Toronto, Guernica Edition, 2011, 230 p.  (ISBN 978-1-55071-350-3)
- The body vagabond : selected poems, de Martine Audet, traduction par Antonio D'Alfonso, Toronto, Guernica Edition, 2014, 97 p.  (ISBN 9781771710398)
- The terror chronicles, de Normand De Bellefeuille, traduction par Antonio D'Alfonso, Toronto, Guernica Edition, 2014, 219 p.  (ISBN 9781771710510)
- Hours, de Fernand Ouellette, traduction par Antonio D'Alfonso, Toronto, Guernica Edition, 2014, 114 p.  (ISBN 9781550718287)
- Beyond the flames, de Louise Dupré, traduction par Antonio D'Alfonso, Toronto, Guernica Edition, 2014, 100 p.  (ISBN 9781550718553)
- The intimate frailty of mortals, de Paul Chamberland, traduction par Antonio D'Alfonso, Toronto, Guernica Edition, 2015, 185 p.  (ISBN 9781771710916)
- Weeping will not save the stars, de François Guerrette, traduction par Antonio D'Alfonso, Toronto, Guernica Edition, 2015, 80 p.  (ISBN 9781771711319)
- The wind under our footsteps, de Diane Régimbald, traduction par Antonio D'Alfonso, Toronto, Guernica Edition, 2015, 154 p.  (ISBN 9781771711432)
- Toward the rising sun, de Robert Giroux, traduction par Antonio D'Alfonso, Toronto, Guernica Edition, 2016, 191 p.  (ISBN 9781771711807)
- We are what we love, de Bernard Pozier, traduction par Antonio D'Alfonso, Toronto, Guernica Edition, 2016, 229 p.  (ISBN 9781771711586)
- Tell me what moves you, de Phillippe Haeck, traduction par Antonio D'Alfonso, Toronto, Chicago, Buffalo, Lancaster, Guernica Edition, 2020, 58 p.  (ISBN 9781771835220)

### Scénario
- Antigone : an adaptation of Sophocle's play, Antonio D'Alfonso, Victoria, BC, Banff, AB, Ekstasis Editions, 2015, 103 p.  (ISBN 9781771711296)
- Antigone : une adaptation de la pièce de Sophocle, Montréal, Les Éditions du Noroît, 2017, 92 p.  (ISBN 9782897660895)

## Filmographie
- 1973 : L'Ampoule brûlée, 16 mm, 1 min, n/b.
- 1974 : La Coupe de Circé, 16 mm, 10 min, n/b.
- 1987 : Pour t'aimer, 16 mm, 30 min, n/b.
- 2005 : My trip to Oaxaca, 90 minutes.
- 2005 : Bruco, 90 minutes.

## Prix et honneurs
- 1987 - Finalise : Prix Émile-Nelligan (pour L'autre rivage)[18]
- 1998 - Finaliste : Prix Saint-Sulpice (pour L'apostrophe qui me scinde)
- 2000 - Récipiendaire : Prix Bressani (pour Fabrizio's Passion)
- 2002 - Finaliste : Prix Trillium (pour Comment ça se passe)
- 2003 - Prix Internazionale emigrazione (pour La passione di Fabrizio)
- 2005 - Récipiendaire : Prix Trillium (pour Un vendredi du mois d'août)[19],[20]
- 2005 - Finaliste : Prix Ringuet (pour Un vendredi du mois d'août)
- 2008 - Récipiendaire : Prix Christine Dumitriu Van Saanen, Salon du livre de Toronto (pour L'Aimé)[21]
- 2016 - Récipiendaire : Doctorat honorifique de l'Université Athabasca[17]